# Lijst van voetbalinterlands Palestina - Tadzjikistan
Deze lijst van voetbalinterlands is een overzicht van alle officiële voetbalwedstrijden tussen de nationale teams van Palestina en Tadzjikistan. De landen hebben tot op heden vier keer tegen elkaar gespeeld. De eerste ontmoeting, een vriendschappelijke wedstrijd, werd gespeeld in Hebron op 6 september 2016. Het laatste duel, eveneens een vriendschappelijke wedstrijd, vond plaats op 12 oktober 2018 in Dhaka (Bangladesh).

## Wedstrijden
| № | Plaats    | Datum            | Competitie        | Wedstrijd                | Uitslag |
| - | --------- | ---------------- | ----------------- | ------------------------ | ------- |
| 1 | Hebron    | 6 september 2016 | Vriendschappelijk | Palestina − Tadzjikistan | 1 − 1   |
| 2 | Doesjanbe | 5 oktober 2016   | Vriendschappelijk | Tadzjikistan − Palestina | 3 − 3   |
| 3 | Sylhet    | 3 oktober 2018   | Vriendschappelijk | Tadzjikistan − Palestina | 0 − 2   |
| 4 | Dhaka     | 12 oktober 2018  | Vriendschappelijk | Tadzjikistan − Palestina | 0 − 0   |

## Samenvatting
| Competitie        | Totaal gespeeld | Winst Palestina | Gelijk | Winst Tadzjikistan | Doelsaldo Palestina – Tadzjikistan |
| ----------------- | --------------- | --------------- | ------ | ------------------ | ---------------------------------- |
| Vriendschappelijk | 4               | 1               | 3      | 0                  | 6 − 4                              |
| Totaal            | 4               | 1               | 3      | 0                  | 6 − 4                              |

PFF · 
Bondscoaches · 
A-internationals · 
Palestijns vrouwenelftal
1953 – 1959 ·
1960 – 1969 ·
1970 – 1979 ·
1980 – 1989 ·
1990 – 1999 ·
2000 – 2009 ·
2010 – 2019 ·
2020 − 2029
Afghanistan ·
Australië ·
Azerbeidzjan ·
Bahrein ·
Bangladesh ·
Bhutan ·
Burundi ·
Cambodja ·
Chili · 
China ·
Comoren ·
Egypte ·
Filipijnen ·
Griekenland ·
Guam ·
Hongkong ·
India ·
Indonesië ·
Irak ·
Iran ·
Japan ·
Jemen ·
Jordanië ·
Kazachstan ·
Kirgizië ·
Koeweit ·
Libanon ·
Libië ·
Malediven ·
Maleisië ·
Marokko ·
Mauritanië ·
Mongolië ·
Myanmar ·
Nepal ·
Noord-Korea ·
Oezbekistan ·
Oman ·
Oost-Timor ·
Pakistan ·
Qatar ·
Saoedi-Arabië ·
Seychellen ·
Singapore ·
Soedan ·
Sri Lanka ·
Syrië ·
Tadzjikistan ·
Taiwan ·
Tanzania ·
Thailand · 
Turkmenistan ·
Verenigde Arabische Emiraten ·
Vietnam ·
Zuid-Korea
TFF · A-internationals · Tadzjieks vrouwenelftal
1994 – 1999 ·
2000 – 2009 ·
2010 – 2019 ·
2020 − 2029
Afghanistan ·
Australië ·
Azerbeidzjan ·
Bahrein ·
Bangladesh ·
Bhutan ·
Brunei ·
Cambodja ·
China ·
Estland ·
Filipijnen ·
Guam ·
Hongkong ·
India ·
Irak ·
Iran ·
Japan ·
Jemen ·
Jordanië ·
Kazachstan ·
Kirgizië ·
Koeweit ·
Libanon ·
Macau ·
Malediven ·
Maleisië ·
Mongolië ·
Myanmar ·
Nepal ·
Noord-Korea ·
Oeganda ·
Oezbekistan ·
Oman ·
Pakistan ·
Palestina ·
Qatar ·
Rusland ·
Saoedi-Arabië ·
Singapore ·
Sri Lanka ·
Syrië ·
Thailand ·
Trinidad en Tobago ·
Turkmenistan ·
Verenigde Arabische Emiraten ·
Vietnam ·
Wit-Rusland ·
Zuid-Korea